# Кривой Рог (локомотивное депо)
Локомотивное депо Кривой Рог (ТЧ-2) — основное локомотивное депо, Криворожская дирекция железнодорожных перевозок, Приднепровская железная дорога. 

## История
Депо было основано в 1884 году вместе со станцией Долгинцево (сейчас Кривой Рог-Главный).
На 1902 год основное локомотивное депо включало 80 паровозов, насчитывалось около 250 человек обслуживающего персонала.
В 1985 году возле здания управления был установлен памятник погибшим во время Великой Отечественной войны работникам депо.
В 1997 году было объединено с ТЧ-11 Апостолово, ставшее оборотным. Апостоловские тепловозы 2ТЭ116 и ЧМЭ3 получили приписку ТЧ-2.

## Характеристика
Депо является самым мощным в дирекции и самым старым на Криворожье.
Расположено на центральной станции Криворожской дирекции железнодорожных перевозок. Депо ступенчатого и веерного типов с поворотным кругом.
Депо включает:
- 70 грузовых электровозов;
- 18 пассажирских электровозов;
- 6 магистральных грузовых тепловозов;
- 40 тепловозов для маневров.